# N-(3-二乙氨基苯基)甲磺酰胺
N-(3-二乙氨基苯基)甲磺酰胺是一种有机化合物，化学式为C11H18N2O2S。它可以间苯二胺、甲磺酰氯和硫酸二乙酯为原料反应制得。它和2,6-二氰基-4-甲基重氮苯氯化物反应，可以得到分散红F3BS。